# 100028 von Canstein
100028 von Canstein este o planetă minoră (asteroid) din centura de asteroizi. A fost descoperită pe 10 octombrie 1990 la Tautenburg de Freimut Börngen și a fost numită după Carl Hildebrand von Canstein⁠(d). 
Obiectul prezintă o orbită caracterizată de o semiaxă mare de 3,1069629045017 UAi, o excentricitate de 0,2, o înclinație de 12,4 ° în raport cu ecliptica.